# 戴夫·坎普
戴夫·坎普（英語：Dave Camp；1953年7月9日—）是美国的一位政治人物，於1991年至2015年期間曾經擔任密西根州的聯邦眾議員。他的黨籍是共和黨。2010年，坎普宣布他不會尋求連任。